# Nagyboldogasszony-kápolna (Aggtelek)
Az aggteleki Nagyboldogasszony-kápolna 1951–52-ben épült Ignácz Géza ragályi plébános tervei alapján. Az építkezéshez a telket id. Vrastyák Barnabás ajándékozta az egyháznak, aki a telkek kialakítása évében azt fia részére jegyeztette. Építője Árvai Károly kőműves mester, a környék neves építője volt. A kápolna teljes egészében aggteleki mészkőből épült, amit Bokros István református presbiter egy használaton kívüli kútjából termeltek ki. Ő ezt annak ellenére ajándékozta a katolikusoknak, hogy az akkori tiszteletes, Ablonczi László nem nézte jó szívvel az építkezést. A később, téglából épült torony két harangot tart, a fémből készült tetőszerkezetet Ignácz Géza saját kezűleg készítette. A kápolna oltárképe Mária mennybemenetelét ábrázolja, amint egy aggteleki tájról mennybe emeltetik. Festője Prokop Péter Rómában élő szerzetes pap, akinek egy töviskoronás Krisztus-fej-grafikája látható a bejárat mellett bal oldalon.
A kápolnát 1953-ban szentelték fel. Az első harangozó és gondnok Gál József, az első kántor Vrastyák István volt.